# Takeda Nobutora
Takeda Nobutora (武田 信虎?; 11 febbraio 1494 – 27 marzo 1574) è stato un daimyō giapponese che controllò la provincia del Kai e combatté numerose battaglie durante il periodo Sengoku. Fu il padre del famoso Takeda Shingen, che fu chiamato inizialmente Harunobu, assieme agli altri due figli Nobushige e Nobukado.
Takeda sconfisse Imagawa Ujichika nel 1521 nella battaglia di Iidagawara, Hōjō Ujitsuna nel 1526 nella battaglia di Nashinokidaira, Suwa Yorishige nel 1531 alla battaglia di Shiokawa no gawara, e Hiraga Genshin nel 1536 nella battaglia di Un no Kuchi con l'aiuto di suo figlio Shingen.
Durante questa battaglia Nobutora fu costretto a ritirarsi, ma suo figlio Harunobu sconfisse Hiraga e prese il castello. Nobutora tuttavia voleva passare il dominio a Nobushige, così Harunobu rovesciò suo padre e lo esiliò a Suruga. Nobutora non ritornò più nello Shinano fino alla morte di Shingen nel 1573, invitato da suo nipote Takeda Katsuyori. In quei tempi Nobutora era ottantenne e molti riportano che, anche se era un uomo vecchio, infondesse ancora paura alle persone attorno a lui.
Nobutora era anche il precedente possessore della famosa spada "Soza Samonji" (宗三左文字?), sebbene donò l'arma a Imagawa Yoshimoto come regalo per rafforzare la loro alleanza. Dopo la morte di Yoshimoto a Okehazama, la spada entrò in possesso di Oda Nobunaga. Dopo l'incidente di Honnō-ji, Toyotomi Hideyoshi recuperò la spada, che dette a Tokugawa Ieyasu come regalo. Essa è oggi proprietà culturale del Giappone.

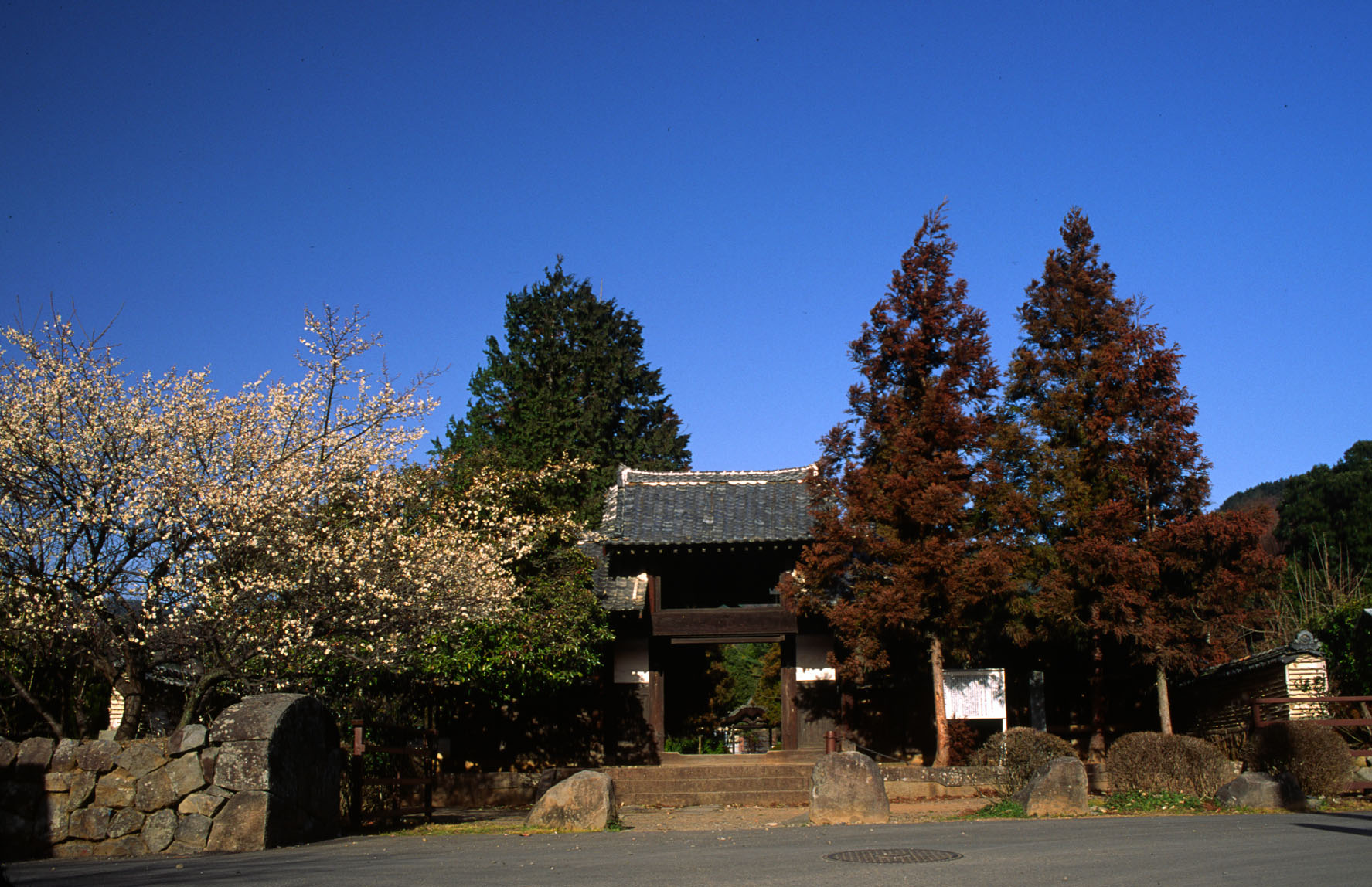
Tomba di Takeda Nobutora nel Daisen-ji a Kōfu

## Famiglia
Figli
- Takematsu (1517-1523)
- Takeda Shingen
- Inuchiyo (1523-1529)
- Takeda Nobushige
- Takeda Nobumoto
- Takeda Nobukado
- Matsuo Nobukore (1530-1571)
- Takeda Souchi
- Takeda Nobuzane
- Ichijō Nobutatsu

Figlie
- Joukei-in (1519-1550) sposò Imagawa Yoshimoto
- Nanshou-in (1520-?) sposò Anayama Nobutomo
- Nene (1528-1543) sposò Suwa Yorishige